# Sam Nujoma
Samuel Daniel Shafiishuna, mais conhecido como Sam Nujoma GColL (Etunda, 12 de maio de 1929 – Vinduque, 8 de fevereiro de 2025), foi um ativista revolucionário da Namíbia, anti-apartheid e político que serviu três mandatos como o primeiro Presidente da Namíbia, de 1990 a 2005. Nujoma foi um membro fundador e o primeiro presidente da Organização do Povo da África do Sudoeste (SWAPO) em 1960. Ele desempenhou um papel importante como líder do movimento de libertação nacional na campanha pela independência da Namíbia do domínio sul-africano.

## Biografia
Samuel Shafiishuna Daniel Nujoma nasceu em Etunda, uma aldeia em Ongandjera, perto da cidade de Okahao, Ovamboland, sudoeste da África em 12 de maio de 1929. Nujoma é filho de Helvi Mpingana Kondombolo (1898-2008) e Daniel Uutoni Nujoma (1893 -1968). Ele é o mais velho dos onze filhos de seus pais. Passou grande parte da minha infância cuidando de seus irmãos e cuidando do gado da família e das atividades agrícolas tradicionais.
Suas oportunidades educacionais eram limitadas. Ele começou a frequentar uma escola missionária finlandesa em Okahao quando tinha dez anos e completou o Standard Six, que foi o mais alto possível para os negros durante o tempo. Em 1946, aos 17 anos, mudou-se para Walvis Bay para viver com sua tia, onde ele começou seu primeiro emprego em uma loja geral por um salário mensal de 10 xelins.
Trabalhou mais tarde em uma estação baleeira. Enquanto esteve exposto à política mundial, encontrou soldados da Argentina, Noruega e outras partes da Europa que vieram durante a Segunda Guerra Mundial. Em 1949, Nujoma mudou-se para Windhoek, onde começou a trabalhar como faxineiro para as Ferrovias da África do Sul (SAR), enquanto frequentava uma escola noturna adulta na St Barnabas Anglican Church School no Old Location de Windhoek, principalmente com o objetivo de melhorar seu inglês. Ele ainda estudou para o seu certificado júnior através de correspondência no Trans-Africa Correspondence College na África do Sul.
Nujoma morreu em 8 de fevereiro de 2025, aos 95 anos, num hospital em Vinduque, onde esteve internado nas últimas três semanas devido a uma doença da qual "não conseguia se recuperar".

## Doutoramentos honoríficos
- Doutor honorífico da Universidade de Ahmadou Bello de Zaria - Nigéria, 1982.
- Doutor honorífico da Universidade de Lincoln - Estados Unidos, 1990.
- Doutor honorífico da Universidade de Minna - Nigéria, 1992.
- Doutor honorífico da Universidade da Namíbia - Namíbia, 1993, da qual foi reitor e fundador.
- Doutor honorífico da Universidade Central de Ohio - Estados Unidos, 1993.

## Prémios e Condecorações
- Grã-Cruz da Osil - Br
- Prêmio Lenin da Paz - URSS, 1973
- Medalha de Ouro Frédéric Joliot Curie - 1980
- Prêmio Ho Chi Minh da Paz - Vietnã, 1988
- Prêmio Namíbia da Universidade da Califórnia - Estados Unidos, 1988
- Prêmio Indira Gandhi da Paz - Índia, 1990
- Grande-Colar da Ordem da Liberdade - Portugal, 11 de Outubro de 1995[5]

## Livro publicado
- Em 1994 publicou o livro To Free Namibia